# Linia kolejowa Cierachouka – Kruhawiec
Linia kolejowa Cierachouka – Kruhawiec – linia kolejowa na Białorusi łącząca stację Cierachouka ze ślepą stacją Kruhawiec.
Linia położona jest w obwodzie homelskim.
Linia na całej długości jest niezelektryfikowana oraz jednotorowa.